# Jakub Raszkowski
Jakub Raszkowski (ur. 10 sierpnia 2000 r.) – polski futsalista, zawodnik z pola, reprezentant Polski U-21 i U-19, obecnie zawodnik Constraktu Lubawa, z którym w sezonie 2019/2020 zdobył wicemistrzostwo i Puchar Polski. Z reprezentacją Polski U-19 w 2019 roku doszedł do półfinału Mistrzostw Europy w tej kategorii wiekowej.